# На Руфа
«На Руфа» (лат. Ad Rufum) — условное название стихотворения римского поэта Гая Валерия Катулла, включённого в состав посмертного сборника («Книги Катулла Веронского») под номером 69. Автор здесь обращается к своему другу по имени Руф, советуя ему не удивляться отсутствию внимания со стороны женщин: по словам Катулла, всё дело в «козлином запахе», исходящем от Руфа.
Предположительно адрест стихотворения — Марк Целий Руф, известный в Риме щёголь. Судя по другим источникам, он пользовался у женщин большим успехом, и стихотворение Катулла могло быть рассчитано на комический эффект своим явным несоответствием реальности. При этом мотив «козлиного запаха» часто встречается в античной сатире.